# Малоянисольська сільська рада
| Малоянисольська сільська рада — колишній орган місцевого самоврядування у Нікольському районі Донецької області з адміністративним центром у с. Малоянисоль. Сільській раді підпорядковані населені пункти: - с. Малоянисоль - с. Катеринівка - с. Труженка |

## Склад ради
Рада складалася з 16 депутатів та голови.

## Керівний склад сільської ради
| ПІБ                              | Основні відомості                                                         | Дата обрання | Дата звільнення |
| -------------------------------- | ------------------------------------------------------------------------- | ------------ | --------------- |
| Шаблінський Валентин Георгійович | Сільський голова, 1974 року народження, освіта, член Партії регіонів      | 26.03.2006   | 01.02.2008      |
| Бахчисарай Євгенія Федорівна     | Сільський голова, 1960 року народження, освіта, позапартійна              | 01.06.2008   | 31.10.2010      |
| Бахчисарай Євгенія Федорівна     | Сільський голова, 1960 року народження, освіта вища, член Партії регіонів | 31.10.2010   |                 |

Примітка: таблиця складена за даними джерела